# Moapa Town
Moapa Town – jednostka osadnicza w Stanach Zjednoczonych, w stanie Nevada, w hrabstwie Clark.